# Pilosocereus millspaughii
 (juillet 2024).
Espèce
Pilosocereus millspaughii est une espèce de cactus de la famille des Cactaceae.

## Systématique
Le nom correct complet (avec auteur) de ce taxon est Pilosocereus millspaughii (Britton) Byles (d) & G.D.Rowley.
L'espèce a été initialement classée en 1909 dans le genre Cephalocereus sous le basionyme Cephalocereus millspaughii par Nathaniel Lord Britton,.
Pilosocereus millspaughii a pour synonymes :
- Cephalocereus millspaughii Britton
- Cereus millspaughii (Britton) Vaupel
- Pilocereus millspaughii (Britton) F.M.Knuth
- Pilosocereus robinii subsp. millspaughii (Britton) Guiggi

## Étymologie
Son épithète spécifique, millspaughii, lui a été donnée en l'honneur du botaniste américain Charles Frederick Millspaugh (1854-1923) qui a collecté le type avec Nathaniel Lord Britton le 19 février 1905 dans les îles Exumas aux Bahamas.

## Description
Ce cactus, à tige ramifiée, mesure entre 2 et 6 m de haut et son diamètre est d'environ 20 cm à la base. Ces branches, pruineuse, de 8 et 12 cm de diamètre sont d'un vert grisâtre pâle et présentent de 8 à 13 côtes.

## Répartition
Pilosocereus millspaughii est une espèce native de Floride, des Bahamas, de Cuba, d'Haïti et des Îles Turques et Caïques. 
Elle est désormais considérée comme étant éteinte à l'état sauvage aux États-Unis notamment en raison de la hausse du niveau des océans qui augmente la salinité des sols.